# آژیر: بازمانده جزیره
آژیر: بازمانده جزیره (به کره‌ای: 사이렌: 불의 섬؛ انگلیسی: Siren: Survive the Island) یک برنامه رقابتی ریلتی شوی سال ۲۰۲۳ محصول کره جنوبی در نتفلیکس است. این برنامه ۲۴ زن را بر‌اساس شغلشان (افسر پلیس، آتش‌نشان، بادیگارد، سرباز، ورزشکار و بدلکار) به شش گروه چهار نفره تقسیم می‌کند و به‌مدت هفت روز در یک جزیرا دورافتاده با یکدیکر رقابت می‌کنند تا در نهایت یک تیم باقی بماند. فصل اول شامل ۱۰ قسمت بود. پنج قسمت نخست در ۳۰ مه ۲۰۲۳ و پنج قسمت آخر در ۶ ژوئن ۲۰۲۳ منتشر شد.